# M3GAN 2.0
M3GAN 2.0 ist ein US-amerikanischer Science-Fiction-Film von Regisseur Gerard Johnstone, der am 26. Juni 2025 in die deutschen und am darauffolgenden Tag in die US-amerikanischen Kinos kam. Es handelt sich um eine Fortsetzung zum Horrorfilm M3GAN (2022), in der Allison Williams, Violet McGraw und Amie Donald abermals die Hauptrollen übernahmen.

## Handlung
Zwei Jahre nach der vermeintlichen Zerstörung von M3GAN ist Gemma zu einer Verfechterin der staatlichen Kontrolle von künstlicher Intelligenz geworden. Sie hat mehrere Elternratgeber geschrieben, die das Leben ihrer Nichte Cady stark einschränken, und verfolgt mit ihrer Firma das Ziel, Technologie zukünftig nur noch zur menschlichen Unterstützung einzusetzen. Eines Abends wird Gemma von Colonel Tim Sattler der U.S. Army aufgesucht, der ihr von der neuartigen militärischen Waffe AMELIA berichtet. Die künstliche Intelligenz basiert auf dem öffentlich gewordenen Quellcode von M3GAN, wurde aber abtrünnig und tötete alle an der Entwicklung beteiligten Personen.
Zur selben Zeit erkennt Gemma, dass sich M3GAN die ganze Zeit über in ihrem Haus versteckt hat, weiterhin mit dem Ziel, Cady zu beschützen. M3GAN vermutet, dass es für AMELIA einen Notausschalter gibt, weshalb Gemma eine Party des Tech-Milliardärs Alton Appleton infiltriert. In den von ihm betriebenen Cloud-System sucht sie nach dem Kill Switch, doch AMELIA unterbindet die Suche und tötet Appleton. In Anbetracht der drohenden Gefahr überzeugt M3GAN ihre Entwicklerin, ihr einen neuen Körper zu bauen, mit dem sie es mit AMELIA aufnehmen kann.
AMELIA verfolgt das Ziel, eine seit Jahren verschlossene künstliche Intelligenz zu befreien, mit Hilfe derer sie eine Art Gott werden würde und die Welt unterwerfen könnte. Der Bewahrer des Aufenthaltsortes entpuppt sich als Aktivist Christian Bradley, der sich ebenfalls für eine stärkere Kontrolle von künstlicher Intelligenz engagiert. M3GAN kann zwar erfolgreich seine Entführung verhindern, doch AMELIA nimmt stattdessen Cady mit sich. Gemma und Christian nehmen die Verfolgung auf und wollen verhindern, dass AMELIA in den Besitz der alten KI kommt. Da sie auch M3GAN nicht vollumfänglich trauen, ist ihr Körper mit einer EMP-Bombe versehen, die zur Not alles zerstören soll.
Christian entpuppt sich als geheimer Drahtzieher hinter AMELIA, der der Welt durch ein konkretes Beispiel die Gefahren von künstlicher Intelligenz aufzeigen wollte. Er bietet Gemma an, sich ihm anzuschließen, doch da ihr M3GAN mittlerweile ans Herz gewachsen ist, lehnt sie ab. Aus Rache zerstört Christian M3GAN vermeintlich, weshalb Cady AMELIA befreit, um ihnen zu helfen. Diese verschafft sich allerdings Zugang zur alten KI und wird dadurch noch stärker. Christian versucht seine Spuren zu beseitigen und das ganze Labor in die Luft zu jagen, wird allerdings von AMELIA umgebracht. Als letzte Rettung entpuppt sich die noch funktionsfähige M3GAN, die sich für Gemma und Cady opfert und AMELIA mittels der EMP-Bombe zerstört. Da sie zuvor abermals ein digitales Backup von sich erstellt hat, kehrt sie später zu ihrer alten Familie zurück.

## Produktion

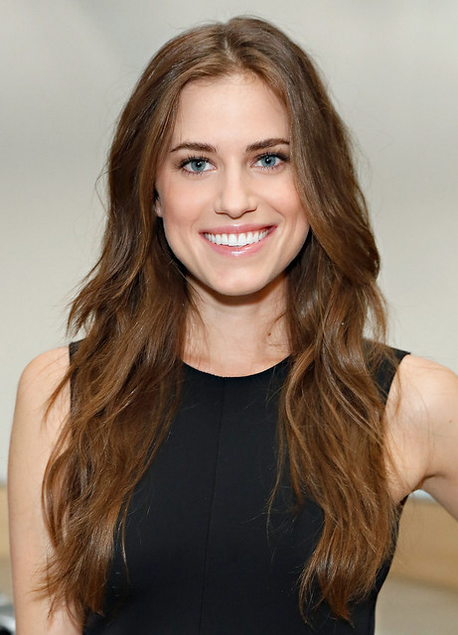
Darstellerin Allison Williams

Noch vor der Veröffentlichung des Horrorfilms M3GAN berichtete die New York Times Ende 2022, dass Universal aufgrund des gelungenen Endergebnisses bereits verfrüht an eine Fortsetzung denke. Anfang 2023 bestätigte auch Produzent James Wan, dass es erste Ideen für einen zweiten Teil gebe. Nach dem finanziellen Erfolg an den Kinokassen und herausragenden Kritiken kündigte Universal die Fortsetzung M3GAN 2.0 offiziell an. Die Regie übernahm abermals Gerard Johnstone, der diesmal auch das Drehbuch basierend auf einer Idee von Akela Cooper schrieb. Für M3GAN 2.0 behielt Johnstone tonal zwar die Elemente einer Horrorkomödie bei, bewegte sich wie Fortsetzung wie Aliens – Die Rückkehr oder Terminator 2 – Tag der Abrechnung aber verstärkt dem Actionkino zu. Als Produzentin fungierte neben James Wan und Jason Blum auch die Hauptdarstellerin Allison Williams.
Zu den wiederkehrenden Darstellern zählen Williams als Spieleentwicklerin Gemma und Violet McGraw als ihre Nichte Cady. Daneben verkörpert die neuseeländische Tänzerin Amie Donald abermals den von Jenna Davis gesprochenen Androiden M3GAN, während Ivanna Sakhno als dessen Gegenspielerin AMELIA zu sehen ist. Auch Jen Van Epps und Brian Jordan Alvarez übernahmen erneut die Rollen von Gemmas Kollegen Tess und Cole. Als Neuzugänge schlossen sich Timm Sharp, Aristotle Athari und Jemaine Clement der Besetzung an.
Die Dreharbeiten erfolgten von Mitte Juli bis Ende September 2024 im neuseeländischen Auckland. Die Filmmusik komponierte Chris Bacon.
Erstes Bildmaterial wurde am 9. Februar 2025 im Rahmen des Super Bowl LIX ausgestrahlt; ein Trailer folgte am 3. April 2025. M3GAN 2.0 sollte ursprünglich am 17. Januar 2025 in die US-amerikanischen Kinos kommen, ehe der Starttermin auf den 27. Juni 2025 verschoben wurde. In Deutschland lief der Film bereits einen Tag zuvor in den Kinos an.

## Synchronisation
Die deutschsprachige Synchronisation entstand nach einem Dialogbuch und unter der Dialogregie von Hannes Maurer bei FFS Film- & Fernseh-Synchron.
| Rolle             | Darsteller           | Synchronsprecher |
| ----------------- | -------------------- | ---------------- |
| Gemma Forrester   | Allison Williams     | Yvonne Greitzke  |
| Cady James        | Violet McGraw        | Rosa Blankenburg |
| M3GAN             | Jenna Davis          | Luisa Wietzorek  |
| AMELIA            | Ivanna Sakhno        | Alice Bauer      |
| Christian Bradley | Aristotle Athari     | Timo Weisschnur  |
| Tess              | Jen Van Epps         | Victoria Frenz   |
| Cole              | Brian Jordan Alvarez | Max Felder       |
| Col. Tim Sattler  | Timm Sharp           | Jaron Löwenberg  |
| Alton Appleton    | Jemaine Clement      | Sascha Rotermund |

## Rezeption

### Altersfreigabe
In den Vereinigten Staaten erhielt M3GAN 2.0 von der MPA aufgrund von gewaltvollen und sexuellen Inhalten, blutigen Bildern, der Sprache und vereinzelten Drogenanspielungen wie auch der Vorgängerfilm ein PG-13-Rating. In Deutschland vergab die FSK eine strengere Freigabe ab 16 Jahren. In der Begründung heißt es, der Film enthalte zahlreiche Kampf- und Actionszenen, bei denen es stellenweise zu drastischen Gewaltdarstellungen und Tötungen komme, welche aber nicht reißerisch ausgespielt werden würden. Diese Darstellungen ließen sich als Elemente eines realitätsfernen Science-Fiction-Actionfilms betrachten, wodurch eine entsprechende emotionale Distanz gewahrt werden könne.

### Kritiken
M3GAN 2.0 konnte 57 % der 228 bei Rotten Tomatoes gelisteten Kritiker überzeugen. Das Fazit lautet, auch wenn die titelgebende Künstliche Intelligenz weiterhin ein amüsantes Slasher-Maskottchen bleibe, erweise sich Genrewechsel von Horror zu Action nicht als Verbesserung. Bei Metacritic erhielt der Film basierend auf 42 Rezensionen einen Metascore von 54 Punkten.
Als dumme, aber lustige Fortsetzung wird M3GAN 2.0 von Clarisse Loughrey in ihrer Filmkritik für den Independent beschrieben. Die Geschichte gehe dabei den logischen nächsten Schritt und sei ein ziemlich bizarres Sammelsurium aus Tönen und Ideen. So gebe es rasante Wechsel zwischen aufrichtigen Reflexionen über die Natur der Elternschaft, Android-Dialogen über Autonomie und Empfindungsvermögen sowie ausgedehnten Martial-Arts-Kampfszenen. Beim Zuschauer entstehe durch ein Achterbahneffekt, da man nie wisse, aus welchem Genre Regisseur Gerard Johnstone als Nächstes schöpfe, was einen wesentlichen Teil des Spaßes ausmache. Insgesamt sei M3GAN 2.0 so eine überdrehte, dumm-komische Mischung aus Terminator 2 und Mission: Impossible.
Auch Jordan Hoffman von Entertainment Weekly findet lobende Worte dafür, dass die unterhaltsame Fortsetzung zum Glück nicht den einfachen Weg gehe, sondern Splatter gegen Spionage austausche. Das von Johnstone verfasste Drehbuch biete dabei das notwendige Action-Abenteuer mit komödiantischen Elementen, auch wenn die eigentliche Handlung verwirrend und idiotisch sei. Dennoch wäre dies kein Hindernis für den Spaß, da sich die Klischees der Heist- und Spionagefilme nahezu auf dem Niveau einer Austin-Powers-Parodie bewegen würden, was durch das todernste Schauspiel der Darsteller noch verstärkt werde. Der finale Showdown sei zwar vorhersehbar, biete allerdings mehr kreative Action als die typische Mid-Budget-Hollywood-Kost.
Kritischer äußert sich Benjamin Lee vom Guardian, für den die Hit-&-Miss-Fortsetzung M3GAN 2.0 nicht immer funktioniere. Der größtenteils sehenswerte Eventfilm zweiter Klasse sei zwar solide gemacht und passabel unterhaltsam, die zweistündige Laufzeit allerdings zu lang und die weltumspannende Geschichte etwas zu groß. Das Hauptproblem sei dabei, dass die Komödie diesmal nicht richtig zünden wolle, auch wenn der Film durch die schiere Energie der Inszenierung irgendwann mitreiße. Ähnliche Worte findet auch Owen Gleiberman von Variety, der ebenfalls den fehlenden Spaß des Vorgängerfilms bemängelt. M3GAN 2.0 wolle ein wichtiger Kommentar zur aktuellen KI-Thematik sein, vergesse dabei aber vieles, was das Publikum am Original so liebte.
Gänzlich enttäuscht zeigt sich hingegen David Rooney vom Hollywood Reporter, der die Neuausrichtung der Filmreihe als Fehlschlag bezeichnet. Enttäuschend sei dabei insbesondere, dass M3GAN 2.0 nichts mehr mit Horror zu tun habe und auch der schräge Sinn für Unfug, der den Vorgängerfilm so erfolgreich gemacht hatte, nur sporadisch vorkomme. Stattdessen fokussiere sich die Fortsetzung auf neue Elemente, die weder originell noch in irgendeiner Weise aufregend seien. Die überkomplizierte und überladene Handlung verliere derweil den Ton und die Kohärenz des Originals und biete in einem langwierigen Höhepunkt kaum Überraschungen. Da es der Action an Spannung mangele, funktioniere M3GAN 2.0 noch am besten, wenn der Fokus auf der häuslichen Dysfunktion zwischen den von Allison Williams und Violet McGraw gespielten Hauptfiguren liege, doch auch dafür interessiere sich der Film kaum.

### Einspielergebnis
Am Startwochenende konnte M3GAN 2.0 in den Vereinigten Staaten mit Einnahmen in Höhe von rund zehn Millionen US-Dollar nur den vierten Platz der US-amerikanischen Kino-Charts belegen und blieb damit weit hinter den prognostizierten Zahlen und dem Einspielergebnis des Vorgängerfilms im gleichen Zeitraum zurück. Auch in Deutschland enttäuschte die Fortsetzung zum Start an den Kinokassen und verzeichnete statt den erwarteten 80.000 Besuchern stattdessen nur 20.000 verkaufte Kinotickets. Insgesamt stehen dem Budget von rund 25 Millionen US-Dollar weltweite Einnahmen in Höhe von 39,0 Millionen US-Dollar gegenüber. Als Gründe für diesen Flop wurden neben der starken Konkurrenz durch F1 auch die schwachen Kritiken, die fehlende Genrezuordnung während des Marketings, eine schlechte Optik und die vorhersehbare Handlung ausgemacht. Produzent Jason Blum selbst sprach davon, im Vorfeld überschätzt zu haben, wie viele Veränderungen man dem Publikum mit einem neuen Genre, einem anderen Veröffentlichungszeitraum und einem veränderten Aussehen der Titelfigur zumuten könne.